# Sutîskî
Sutîskî (în ucraineană Сутиски) este o așezare de tip urban din raionul Tîvriv, regiunea Vinnița, Ucraina. În afara localității principale, nu cuprinde și alte sate.

## Demografie
Componența lingvistică a așezării de tip urban Sutîskî
     Ucraineană (97,21%)
     Rusă (2,49%)
     Alte limbi (0,16%)
Conform recensământului din 2001, majoritatea populației așezării de tip urban Sutîskî era vorbitoare de ucraineană (97,21%), existând în minoritate și vorbitori de rusă (2,49%).